# Are-Gilde
Die Are-Gilde ist ein Künstlerbund im Ahrtal, der 1941 gegründet und 1979 als Verein eingetragen wurde.
Während unter den neun Gründern ursprünglich nur ein Maler war, lag der Schwerpunkt der Aktivität der Gruppe schon nach einem halben Jahr weitgehend bei der bildenden Kunst, bei Malerei und Plastik. Die tragenden Persönlichkeiten der 1940er Jahre waren Hanns Matschulla, Pitt Kreuzberg und Carl Weisgerber.
Seit der Gründung wurden jährlich meist mehrere Ausstellungen, mehrfach auch außerhalb der Ahrregion (z. B. in Mainz, Köln, Innsbruck, Malta u. a. m.), durchgeführt. Die derzeitige Struktur der Ausstellungen ist gerichtet auf eine Herbstausstellung aller Mitglieder, auf eine thematisch gebundene Ausstellung und eventuell auf eine Gedächtnisausstellung. Seit Einführung der Kulturtage des Kreises Ahrweiler ist die ARE-Gilde auch in diesem Bereich eng eingebunden, dies auch beim Kultursommer Rheinland-Pfalz.

## Liste der aktiven Künstler
| - Marlies Blettner - Detlef Böhmer - Angelika Castelli - Anette Dünker-Ulrich - Klaus Dünker-Ulrich - Ulrich Gießmann - Werner Grau - Conrad Joist - Bernhard Kalley - Otto Kley - Richard Kraus - Peter Krebs - Gerd Lehnen | - Johannes Luxem - Eberhard Marx - Werner Mertens - Wolfgang Metzler - Bert Odenthal - Toni Odenthal - Alfred August Puth - Robert Reuter - Kolja Schäfer - Sven Schalenberg - Dorle Schweiss - Franz Ulrich - Marliese Wagner |

## Veröffentlichungen der Are-Gilde
- 40 Jahre ARE-Künstler-Gilde 1942–1982: Malerei, Grafik, Plastik. Katalog zeitgenössischer Kunst im Kreis Ahrweiler. Bad Neuenahr-Ahrweiler 1982
- Bernhard Kreuzberg (Hrsg.): Pitt Kreuzberg 1888–1966, ein Malerleben. Katalog zur Ausstellung, Bad Neuenahr-Ahrweiler 1984
- Edith Kögl (Hrsg.): Are-Gilde: Malerei, Grafik, Plastik. Katalog, Bad-Neuenahr-Ahrweiler 1987
- 50 Jahre ARE-Künstler-Gilde 1942–1992: Katalog zeitgenössischer Kunst im Kreis Ahrweiler. Bad Neuenahr-Ahrweiler 1992
- Spuren. Wanderausstellung der ARE-Gilde in Zusammenarbeit mit der Kreissparkasse Ahrweiler in den Räumen der Geschäftsstellen Ringen vom 15.5. bis 26.5.1995, Adenau vom 29.5. bis 9.6.1995, Burgbrohl vom 12.6. bis 23.6.1995, Sinzig vom 26.6. bis 7.7.1995. Bad Neuenahr-Ahrweiler 1995